# Aaron Mokoena
Aaron Tebogo Mokoena (n. 25 noiembrie 1980, Johannesburg, Africa de Sud) este un fotbalist sud-african, care ultima dată a jucat la clubul sud-african Bidvest Wits.